# Flugplatz Drachten

i8
i11
i13
Der  Flugplatz Drachten (niederländisch: Vliegveld Drachten; ICAO-Code: EHDR) ist ein öffentlicher Flughafen, 4 km nordöstlich von Drachten, Gemeinde Smallingerland in der Provinz Friesland in den Niederlanden.

## Flughafendaten
Der Flugplatz verfügt über eine Betonpiste mit 954 m Länge und 24 m Breite. Er befindet sich auf 4 m Seehöhe.

## Geschichte
Der Flugplatz wurde 1962 von Philips Electronics gebaut, das eine Fabrik in Drachten besitzt. Heute wird der Flugplatz von der „Stichting Vliegveld Drachten“ betrieben, die den Flugplatz als Leihgabe von der Gemeinde Smallingerland hat. Der Flugplatz ist die Heimat des Ultralight-Fliegerklubs Fryslân. Auf Anfrage stehen Zolldienste zur Verfügung, um internationale Flüge zu ermöglichen. Auf dem Flugplatz finden regelmäßig offizielle Autorennen statt, darunter auch legale Dragraces, um illegalen Straßenrennen entgegenzuwirken.